# La Vengeance du sergent de la ville
La Vengeance du sergent de la ville è un cortometraggio muto del 1913 diretto da Louis Feuillade.

## Produzione
Il film fu prodotto dalla Société des Etablissements L. Gaumont

## Distribuzione
Distribuito in sala il 31 gennaio 1913 dalla Société des Etablissements L. Gaumont.

### Date di uscita
IMDb
- Francia	31 gennaio 1913

Alias
- La Vengeance du sergent de la ville Francia (titolo originale)
- La Vengeance du sergent de ville  Francia